# Afanassi Fet
Pour les articles homonymes, voir Fet.
Afanassi Afanassievitch Chenchine (en russe Афана́сий Афана́сьевич Шенши́н ), connu sous le nom de sa mère, Fet ou Foeth (Фет), né le 5 décembre 1820 à Novosselki, près de Mtsensk, mort le 3 décembre 1892 à Moscou, est un poète lyrique russe, traducteur et mémorialiste, partisan de l'art pour l'art.
Officier, marié à la sœur du poète Vassili Botkine, il publie ses vers dans la revue Sovremennik (Le Contemporain), rompt avec la nouvelle direction (Tchernychevski et Dobrolioubov) en 1859. Il fait ensuite paraître ses écrits dans Le Moscovite, puis se retire dans ses terres, et il se rapproche de Tolstoï.
Traducteur de Juvénal et de Horace, de Goethe et de Shakespeare, il chante vingt ans durant la beauté des femmes, la joie de vivre, le charme des nuits d'été ou des paysages d'hiver (Soirs et Nuits, Champs de neige) et compose des madrigaux pour Ophélie.
Vers 1880, Afanassi Fet s'installe à Moscou, traduit des poètes latins, écrit ses Mémoires et compose de nouveau des vers.

## Sources et références
- Kazimierz Waliszewski, Littérature russe, Paris, A. Colin, 1900.